# Гирнамме
Гирнамме (Gir-Namme) — царь эламской области Симашки. Современник царя III династии Ура Шу-Суэна.
Имя Гирнамме известно из сузского списка царей, где он назван первым царём Династии Симашки. С именем Гирнамме также связано первое упоминание в письменных памятниках эламского царя, после почти двухвекового перерыва со времени падения Династии Авана. В одной скромной шумерской табличке упоминается, что посол царя Гирнамме прибыл в резиденцию Шу-Суэна в Уре и получил там для своего пропитания нескольких баранов. Данное событие произошло на 6-м году правления Шу-Суэна (2031 год до н. э.), что является оправной датой создания хронологии эламского царства Симашки.
Их хозяйственных архивов III династии Ура известно, что царь Шу-Суэн выдал одну из своих дочерей замуж за правителя Аншана. Источники не позволяют заключить, подразумевается ли под правителем Аншана царь Гирнамме из Симашки или лишь один из его вассалов из восточного горного края страны. Уже на 2-м году правления Шу-Сина (2035 год до н. э.) в шумерскую столицу Ур прибыл уполномоченный упомянутого правителя Аншана. В сопровождении этого уполномоченного царевна, снабженная обильными запасами продовольствия, отправилась в долгий путь в Элам. Об этом свидетельствуют отчёты при дворе в Уре, в которых перечисляются многие кувшины с растительным, а также сливочным маслом, сливками, простоквашей, пивом и тому подобное, израсходованные во время этого путешествия.
Воспользовавшись ослаблением власти шумерского государства III династии Ура при царе Шу-Суэне, вынужденного постоянно отражать набеги амореев, Элам при Гирнамме обрел некоторую независимость, что позволило укрепиться династии Симашки.
| Династия Симашки  |                                       |                       |
| Предшественник: — | царь Элама 2-я пол. XXI века до н. э. | Преемник: Энпи-луххан |